# Willem Carel Antoon Alberda van Ekenstein
Willem Carel Antoon Alberda van Ekenstein (Tjamsweer, huis Ekenstein, 24 juli 1825 – aldaar, 10 juni 1903) was een Nederlandse politicus.

## Familie
Alberda, lid van de familie Alberda, was een zoon van jhr. mr. Willem Alberda van Ekenstein (1792-1869), onder andere vrederechter en lid van Provinciale Staten, en Catharina de Wendt (1792-1837). De familie bewoonde huis Ekenstein in Tjamsweer. Hij was een kleinzoon van Eerste Kamerlid Onno Reint Alberda van Ekenstein. Hij trouwde met Elisabeth Sophia barones Rengers (1825-1888). Uit dit huwelijk werden zeven kinderen geboren.

## Loopbaan
Alberda studeerde Romeins en hedendaags recht aan de Groninger Hogeschool. Hij promoveerde op stellingen in 1847 en werkte vervolgens als advocaat in de stad Groningen. Daarnaast was hij inspecteur der jacht en visserij (1852-1858) en schoolopziener (1857-1903). Hij was, als opvolger van zijn vader, vanaf 1872 tot aan zijn overlijden kamerheer in buitengewone dienst van koning Willem III en koningin Wilhelmina.

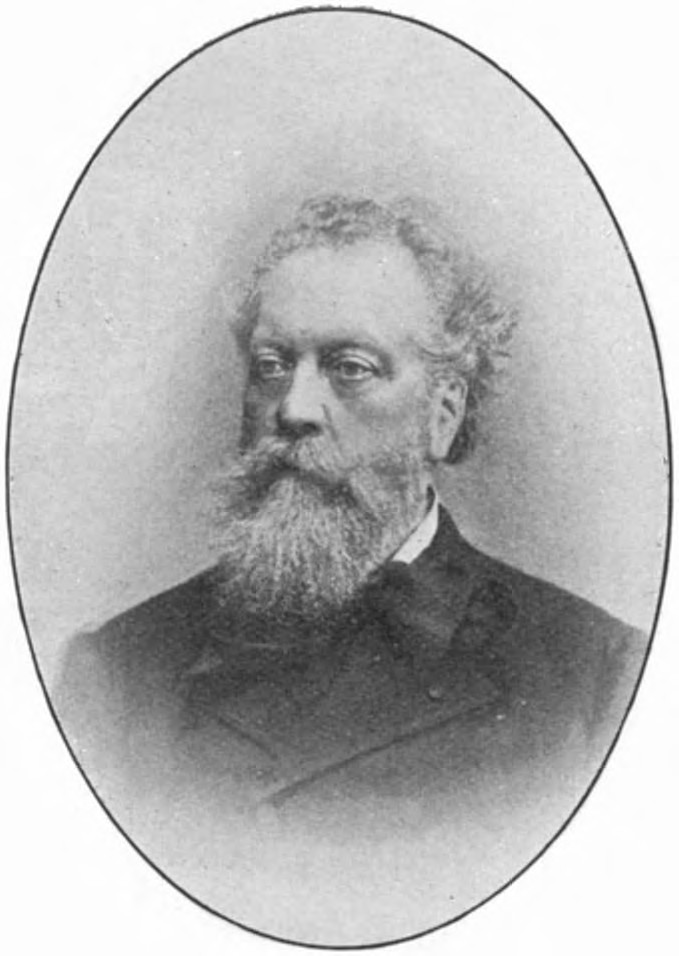
Eerste Kamerlid Willem Carel Antoon Alberda van Ekenstein, ca. 1897

Hij werd gemeenteraadslid in de stad Groningen en lid van de Provinciale Staten van Groningen (1870-1888), Van 1 mei 1888 tot 23 december 1902 was hij lid van de Eerste Kamer der Staten-Generaal. Alberda sprak in de Kamer met name over justitie, binnenlandse zaken, spoorwegen, waterstaat en militaire zaken.
Hij was geïnteresseerd in kunst en bestuurslid van de Vereeniging "Rembrandt", die zich sterk maakte voor behoud in Nederland van kunstschatten. Hij was president van de Academie Minerva en lid en voorzitter van het Kunstlievend Genootschap Pictura. Als amateurschilder schilderde vooral landschappen en signeerde zijn werk als W. Alberda.
Alberda werd benoemd tot ridder in de Orde van de Nederlandse Leeuw (1892) en officier in de Orde van de Eikenkroon. Hij overleed in 1903, op 77-jarige leeftijd.
- Biografisch Portaal: 39716926
- Digitale Bibliotheek voor de Nederlandse Letteren: albe033
- Gemeinsame Normdatei: 11625775X
- International Standard Name Identifier: 0000 0000 6674 8055
- Parlement.com: vg09lkxbdsz5
- RKD-Nederlands Instituut voor Kunstgeschiedenis: 115066
- Union List of Artist Names: 500170955
- Virtual International Authority File: 8134773